# 우수리 지방
우수리 지방(러시아어: Уссури́йский край)은 러시아 영토 중 극동지역의 남부를 부르는 명칭이다. 현재 프리모르스키 변경주의 대부분과 하바롭스크 변경주 일부가 속한다. 이 이름은 러시아가 1860년 중국과 북경조약 체결을 통해 얻어낸 새로운 영토를 부르는 명칭으로 러시아 제국 말기에 사용되었다. 이 이름은 이 지방이 우수리강에 접해 있는 데에서 유래되었다.
우수리 지방의 대부분을 우수리강 유역과 시호테알린 산맥의 남부가 차지하고 있다. 서쪽으로는 우수리강, 쑹아차강, 한카호수, 동쪽으로는 타타르해협을 중심으로 한 해안지역을 포괄한다. 
러시아의 행정관 니콜라이 무라비요프-아무르스키가 청나라와 교섭을 통해서 1858년에 아이훈 조약으로 얻어내는데 성공했다. 이 지역은 베이징 조약에 의해 러시아령으로 포함되었다(1860년). 1889년 - 1918년에 우수리 지방에 우수리 카자크 기병대가 주둔했다.

## 같이 보기
- 외만주